# Paradise Kiss
A Paradise Kiss (パラダイス・キス; Paradaiszu Kiszu; Hepburn: Paradaisu Kisu) 5 részes japán mangasorozat, ami eredetileg a Zipper magazinban volt olvasható. Írója Jazava Ai. A képregényt lefordították angol, kínai, koreai, francia, olasz, lengyel, thai, német, spanyol, brazil, portugál nyelvre. Az angol verzió kiadója a Tokyopop.
A későbbiekben egy 12 részes animét készített belőle az Aniplex és a Madhouse stúdió. A japán Fuji TV tűzte először műsorára a Noitamina műsorblokkban valamint az anime sugárzásra specializálódott televíziós csatorna: az Animax. A magyar felirattal vetített változat is az A+, később Animax csatornán indult 2007 januárjában.
A címet a rajongók gyakran rövidítik "ParaKiss"-nek.

## Szereplők
A Paradise Kiss csoportja kivétel nélkül a Jazagaku (a mangában a neve Jazava) művészeti iskola diákja. George tervezi a modelleket, Isabella, aki sablontervező akar lenni elkészíti a mintát, Arasi és Mivako megvarrják. A végzős show a Jazában úgy néz ki, hogy a legtöbb diák azoknak dolgozik, akiknek a ruhatervei ki lettek választva. George az iskola büszkesége, és természetesen ő is a kevesek közé tartozik. Mivako és a többiek önként jelentkeztek, hogy segítenek neki. Az iskolai bemutatón csak egy ruhát mutathatnak be.

### Hajaszaka "Caroline" Jukari
(早坂紫; Hepburn-átírással: Hayasaka Yukari)
Középiskolás diáklány, aki fásultan küszködik a tanulással, de egyre nehezebben tesz eleget az iskolai követelményeknek, így kérdésessé válik vajon folytathat-e felsőbb tanulmányokat. Ekkor találkozik a Paradise Kiss csoportjával, akik "elrabolják" és megkérik, hogy legyen a modelljük, mivel elég magas és csinos, hogy végigsétáljon a kifutón. A lány először nem akar belemenni és a tanulási kötelességeire hivatkozik, méghozzá meglehetősen nyersen. Így aztán másodpercek alatt kenyértörésre kerül a sor és Caroline elviharzik, de a diákigazolványa ott marad. George teszi el és megy utána, hogy rávegye szép szóval vagy fondorlattal, hogy a segítségére legyen a bemutatón. Jukari tapasztalatlan, naiv kislányként könnyen lépre megy, de nem olyan buta mint ahogyan látszik. Megkezdődik a harca George-dzsal, az anyjával, az iskolával, saját magával, hogy rátaláljon önmagára.
Szenvedélyes és sokszor romboló kapcsolata George-dzsal nem más, mint a saját énje felfedezése és kiforrása. A ParaKiss csoportban azt látja, milyen nagyszerű lehet, ha az ember azt a fajta életet éli, amit saját magának választott.
- A szereplő japán hangja: Jamada Ju.
- Angol hangja: Julie Ann Taylor.

### George Koizumi
(小泉譲二; Hepburn-átírással: Koizumi Jōji)
George egy excentrikus és jóképű diákja a Jazagaku művészeti iskolának, divattervező szakon. A társai nagy tehetségnek tartják. Számos extravagáns ötlete van, ám a legtöbb ezekből öncélú művészet, nem pedig piacképes ruhaköltemény.
A kék hajú és kék szemű, piperkőc öltözködésű fiatalember saját magát biszexuálisnak definiálja, illetve a saját szavaival élve: "an equal opportunity lover". (A manga első kötetében egy biliárddákóval inzultálja egy csoporttársát - aki ezt cseppet sem fogadja örömmel. A második kötetben, mikor egy ismerőse döbbenten fedezi fel Caroline-t George kocsijában, e szavakkal ad hangot döbbenetének: "Húha! Csajjal vagy! Én azt hittem, buzi vagy, George!" Mire ő: "Biszex vagyok! Kivétel nélkül minden jöhet..." Erre Caroline: "Mit henceg? Ez nem olyasmi, amivel kérkedni szoktak...")
A megjelenése Brian Slade, a Velvet Goldmine-ban látott alakján alapul, erre a párhuzamra számos helyen utal az eredeti manga.
- A szereplő japán hangja: Hamada Kendzsi.
- Angol hangja: Patrick Seitz.

### Szakurada Mivako
(櫻田実和子; Hepburn-átírással: Sakurada Miwako)
A Paradise Kiss csoport lelkes rózsaszín hajú tagja, szintén Jazagaku hallgató. Ő a kishúga a Happy Berry elnökének, Kóda Mikakónak, aki a Paradise Kiss írónőjének előző munkájában, a Gokindzso Monogatariban is szerepelt. A fiatal lány megjelenése egyszerre rendkívül kislányos és kacér. Mivako viselkedésében is rájátszik erre, gyerekes attitűdjeivel, hanghordozásával és Lolita stílusban hordott ruháival. A macskája neve Josefine.
- A szereplő japán hangja: Macumoto Marika.
- Angol hangja: Jolie Jackson.

### Nagasze Arasi
(永瀬嵐; Hepburn-átírással: Nagase Arashi)
Szintén Jazagaku diák, aki erősen vonzódik a punk stílushoz, piercingekkel díszíti magát és alternatív zenét hallgat. Mivako barátja. Gyerekkoruktól ismerik egymást Tokumori Hirojukival együtt, aki nemcsak a jó barátja, de riválisa is volt a rózsaszín hajú lányka kegyeiért vívott harcban. Mivako később ezt a mindig cinikus és sokszor kirobbanóan indulatos fiatalembert fogadta a kegyeibe. George miatt időnként zavarba ejtő helyzetekbe kerül, amit elutasító dühkitörésekkel igyekszik kompenzálni. (A manga második kötetében, mikor a ParaKiss piknikezni menne, Nagasze szerint az ötlet egyszerűen "túl buzis".) Arasi a zenész Kanzaki Risza fia, aki jóban van Kóda Mikakóval. (Mindkét említett karakter szerepelt a Gokindzso Monogatariban).
- A szereplő japán hangja: Mizutani Sunszuke.
- Angol hangja: Derek Stephen Prince.

### Jamamoto "Isabella" Daiszuke
(山本大助; Hepburn-átírással: Yamamoto Daisuke)
Isabella a Parakiss csoport anyafigurája.
Isabella valójában férfinak született, lásd a valódi keresztnevét, a Daiszukét. Erről a tényről az animében a háza komornyikjával lefolytatott beszélgetésből értesülünk - aki továbbra is "úrfinak" hívja ("a félénk kisfiúból egy igazi hölgy lett"), míg a mangában Caroline rögtön az első percben látja rajta, hogy nem nő. ("Szép fátyol! Majdnem feledteti azt a tényt, hogy ez egy... FÉRFI!!! - Fura... egy transzvesztita.")
- A szereplő japán hangja: Szuzuka Csiharu.
- Angol hangja: Mari Devon.

### Tokumori Hirojuki
(徳森浩行; Hepburn-átírással: Tokumori Hiroyuki)
Caroline osztálytársa, egy intelligens és jóképű fiú, aki a lány vonzalmának többé-kevésbé titkos tárgya a történet során. Tokumori egyszer már járt Mivakóval, de Arasi miatt már nem találkoznak. Valójában ő is szereti Caroline-t, akinek a meggyőződése, hogy egy ilyen klassz srác sosem járna egy olyan lánnyal, mint ő.
Tokumori is egy Gokindzso Monogatari szereplő fia, az apja Tokumori Hiroaki ("Toku csan").
- A szereplő japán hangja: Ucsino Norijuki.
- Angol hangja: Johnny Yong Bosch.

### Aszó Kaori
(麻生香; Hepburn-átírással: Asō Kaori)
Egy korábbi diákja a művészeti iskolának. Annak idején romantikus érzelmeket dédelgetett George iránt, de ráébredt, hogy nem az a típus, aki képes lenne egy nőt boldoggá tenni.
- A szereplő japán hangja: Szaiki Miho.
- Angol hangja: Dorothy Elias-Fahn.

### Alice Yamaguchi
(山口アリス; Hepburn-átírással: Yamaguchi Arisu)
Mivako unokatestvére, éppolyan édes, mint a rokona. Az animében csak rövid időre jelenik meg.
- A szereplő japán hangja: Sisido Rumi.
- Angol hangja: Jennifer Sekiguchi.

## Az anime
A Madhouse által forgalmazott Paradise Kiss anime sorozatot 2005. október 10-én kezdték sugározni.

### A zene
A nyitószám a "Lonely in Gorgeous" című dal, szerzője Kavasze Tomoko. A záró szám Franz Ferdinand slágere: a "Do You Want To".

### Érdekességek
- A történet olyannyira ki van hegyezve a divatra és a márkákra, hogy Caroline piros-fehér dominószerű számlappal rendelkező mobiltelefonja is egy valóban létező Nike divattelefon típus.

## Epizódok
1. "Atelier" (A műterem)
2. "Illumination" (A fény)
3. "KISS" (A csók)
4. "George"
5. "Mother" (Anya)
6. "New World" (Egy új világ)
7. "Butterfly" (Pillangó)
8. "Tokumori"
9. "Designer" (A tervező)
10. "Rose" (A rózsa)
11. "Stage" (A színpad)
12. "Future" (A jövő)